# Hubert Smeets
Hubert Smeets (Amsterdam, 22 april 1956) is een Nederlands schrijver, journalist en historicus. Smeets is medewerker van NRC Handelsblad, waar hij in 1980 als vrijwilliger begon.

## Jeugd en opleiding
Smeets doorliep het Barlaeus Gymnasium in zijn geboorteplaats Amsterdam, waarna hij nieuwe & theoretische geschiedenis studeerde aan de UvA bij professor Maarten Brands. In zijn studietijd was hij politiek actief bij de PSP, waar hij deel uitmaakte van het partijbestuur.

## Carrière
Vanaf 1980 werkte Smeets bij NRC Handelsblad, achtereenvolgens als onder meer stadsverslaggever in Amsterdam, politiek redacteur en columnist, correspondent in de Sovjet-Unie en Rusland (1990-1993), adjunct-hoofdredacteur, oprichter en chef van de bijlage Boeken, commentator en redacteur voormalige Sovjet-Unie. In 1987 won hij de Anne Vondelingprijs voor politieke journalistiek.
Tussendoor schreef hij de boeken. Voor cultureel debatcentrum De Balie stelde Smeets een bundel samen met historische essays van Sebastian Haffner. Bij dezelfde uitgeverij verscheen Traditie en verandering in Griekenland (1981). Na zijn correspondentschap in Moskou schreef hij Gekrenkte zielen. Vrijheid in Rusland (1993). In Welkom in het Koninkrijk. Gevangen in de medisch-juridische bureaucratie (2002) beschreef hij de ervaringen van de buitenlandse arts die in Nederland wil werken. Voor Erfenis van een wereldrijk. Ondergang van de Sovjet-Unie, opkomst van Rusland (2004), een foto-album van de Russische fotograaf Oleg Klimov, verzorgde hij de inleiding. In De wraak van Poetin. Rusland contra Europa (2015) probeert Smeets de vraag te beantwoorden waarom het europeanisering-project van Michail Gorbatsjov en Boris Jeltsin is mislukt. Van dat laatste boek verschenen acht drukken.
Hij is een van de oprichters van het kennis- en analyseplatform Raam op Rusland en schreef onder meer een (politieke) biografie van de Nederlandse politicus Hans van Mierlo. Van 2003 tot 2007 was hij hoofdredacteur van het opinieweekblad De Groene Amsterdammer.

## Bestseller 60
| Boeken met noteringen in de Nederlandse Bestseller 60 | Jaar van verschijnen | Datum van binnenkomst | Hoogste positie | Aantal weken | Opmerkingen |
| ----------------------------------------------------- | -------------------- | --------------------- | --------------- | ------------ | ----------- |
| Een wonderbaarlijk politicus                          | 2021                 | 20-01-2021            | 15              | 3            |             |